# Sphecapatoclea beludzhistanica
Sphecapatoclea beludzhistanica är en tvåvingeart som först beskrevs av Boris Borisovitsch Rohdendorf 1925.  Sphecapatoclea beludzhistanica ingår i släktet Sphecapatoclea och familjen köttflugor.
Artens utbredningsområde är Iran. Inga underarter finns listade i Catalogue of Life.